# Samir Ben Messaoud
Samir Ben Messaoud (ur. 20 czerwca 1962)– tunezyjski piłkarz grający na pozycji napastnika. W swojej karierze grał w reprezentacji Tunezji.

## Kariera klubowa
W swojej karierze piłkarskiej Ben Messaoud grał w klubie AS Marsa.

## Kariera reprezentacyjna
W reprezentacji Tunezji Ben Messaoud zadebiutował w 1981 roku. W 1982 roku powołano go do kadry na Puchar Narodów Afryki 1982. Zagrał w nim w jednym meczu grupowym, z Libią (0:2). W kadrze narodowej grał do 1986 roku.